# عنتر كندي
عنتر كندي (بالفارسية: عنترکندی) هي قرية تقع في أذربيجان الغربية في إيران. يقدر عدد سكانها بـ 45 نسمة بحسب إحصاء 2016.